# خوان کاراسکو
خوان کاراسکو (Juan Carrasco)، افسر نیروی دریایی، کاوشگر و ناوبر اسپانیایی بود. او عمدتاً به خاطر کارهایش در شمال غربی اقیانوس آرام، در اواخر قرن هجدهم، شناخته می‌شود. او فرمانده دوم سفر ۱۷۹۱ خوزه ماریا ناوائز، در اولین اکتشاف اروپایی در تنگه جورجیا بود.
جزئیات زیادی از زندگی کاراسکو در دست نیست. او در زمانی میان سال‌های ۱۷۷۵ و ۱۷۸۰ در آکادمی سن تلمو در اسپانیا تحصیل کرد. تحت فرماندهی فرانسیسکو آنتونیو مورله در فیلیپین خدمت کرد و سپس در سال ۱۷۸۴ به شمال غربی اقیانوس آرام سفر نمود.

## سفر ۱۷۹۰ تحت فرمان کویمپر
در سال ۱۷۹۰ کاراسکو به عنوان کشتیران در پرنسس رئال، تحت فرمان مانوئل کویمپر خدمت کرد. همچنین کشتی‌ران گونزالو لوپز د هارو در کشتی حضور داشت. این کشتی که توسط فرانسیسکو دی الیزا از پُست اسپانیا در نوتکا ساوند، با دستور کاوش در تنگه خوان دی فوکا فرستاده شد، در ۳۱ می ۱۷۹۰ به راه افتاد. آنها به سرعت از دورترین نقطه اکتشاف قبلی که تنها به غربی‌ترین قسمت نفوذ کرده بود، عبور کردند. آنها چندین روز را در سوک بیسین، یک خلیج عمیق در جزیره ونکوور لنگر انداختند. پس از ترک سوک، سفر به سمت شرق ادامه یافت، از میان ریس راکز و جزیره ونکوور گذر کرد و در نزدیکی اسکویمالت امروزی، در خط ساحلی امروزی به نام جاده‌های سلطنتی لنگر انداخت. کویمپرز، رویال رودز رادا د الیزا نام‌گذاری کرد. («رادا» به معنای کشتی‌گاه).
در ۴ ژوئیه ۱۷۹۰، اسپانیایی‌ها اسکویمالت را ترک کردند و به سمت جنوب تنگه خوان دی فوکا رفتند و در نزدیکی دانجنس اسپایت لنگر انداختند. در حالی که از قایق‌ها برای کاوش در انتهای شرقی تنگه، پیچ و خم جزایر و کانال‌هایی که در آنجا یافتند استفاده می‌شد، کشتی پرنسس رئال در لنگرگاه ماند.
در اواسط ژوئیه، کویمپر با کشتی‌ران‌های خود، کاراسکو و هارو، مشورت کرد که آیا آنها باید اکتشاف‌های بیشتری انجام دهند و خطر بازگشت دشوار به نوتکا را داشته باشند یا فوراً بازگردند. تصمیم به بازگشت گرفته شد. در راه، کانال بزرگ دیگری که به شمال منتهی می‌شد، پیدا شد و به نام کشتی‌ران هارو نام‌گذاری شد. امروزه نیز به نام تنگه هارو شناخته می‌شود و مسیر مرز بین‌المللی میان تنگه خوان دی فوکا و تنگه جورجیا است. پرنسس رئال اولین کشتی اروپایی بود که وارد بندر اسکویمالت شد. سپس گروه اعزامی به سمت جنوب تنگه خوان دی فوکا رفت و در امتداد ساحل به سمت غرب حرکت کرد و تا اوت به خلیج نئه رسید.
آنها در ۱ سپتامبر ۱۷۹۰ به مونتری رسیدند. کشتی اسپانیایی دیگری به نام سان کارلوس به زودی از آلاسکا به جنوب رسید. این دو کشتی با هم به سن بلاس، مکزیک رفتند و در ۱۳ نوامبر ۱۷۹۰ رسیدند.

## سفر ۱۷۹۱ تحت فرمان الیزا
در سال ۱۷۹۱ کاراسکو در یک سفر اکتشافی به رهبری ناوبان، فرانسیسکو دی الیزاکه فرماندهٔ جدید نوتکا ساوندبود، شرکت کرد. دو کشتی مورد استفاده قرار گرفت، سان کارلوسکه تحت هدایت الیزا بود و کشتی دو دکلی کوچکتر، سانتا ساتورنینا. کاراسکو به عنوان کشتی‌ران در سانتا ساتورنینا، ابتدا به عنوان فرمانده دوم زیر نظر خوزه ماریا نارواز و بعداً به عنوان فرمانده کشتی، خدمت کرد.
پس از حدود دو هفته کاوش در کلایوکوت ساند، سان کارلوس به سمت تنگه خوان دی فوکا و به سمت اسکویمالت رفت. سانتا ساترنینا چندین هفته را صرف کاوش در بارکلی ساند کرد که به افتخار خوان کاراسکو، بوکا د کاراسکو نام‌گذاری شد. این دو کشتی در ۱۴ ژوئن ۱۷۹۱ در اسکویمالت دوباره به یکدیگر ملحق شدند.
الیزا به کشتی‌رانان خوان پانتوجا و آریاگا دستور داد تا تنگه هارو را با سانتا ساترنینا و یک قایق دراز، کاوش کنند. آنها در ۱۴ ژوئن وارد تنگه شدند و به سرعت از جزیره ونکوور و جزیره سان خوان عبور کردند. در ۱۵ ژوئن آنها به سمت شمال شرقی چرخیدند و قبل از ورود به آب‌های آزاد تنگه جورجیا که اسپانیایی‌ها کانال د نسترا سینیورا دل روزاریو نامیدند، از سواحل جزیره پندر و جزیره ساتورنا عبور کردند. گروه به سمت شرق حرکت کرد و به‌زودی به نزدیکی جزیره لومی در انتهای شمالی تنگه روزاریو رسید. از آنجا، گروه از راهی که آمده بود به اسکویمالت بازگشت و خبر تنگه جورجیا را به الیزا رساند.
سپس پایگاه عملیات الیزا به سمت جنوب تنگه خوان دی فوکا در پورتو د کوادرا (بندر دیسکاوری) منتقل شد. سان کارلوس همچنان در آنجا لنگر انداخته بود در حالی که سانتا ساترنینا، زیر نظر نارواز، برای کاوش در تنگه روزاریو حرکت می‌کرد. کاراسکو کشتی‌ران نارواز و دومین فرمانده بود. آنها در ۱ ژوئیه ۱۷۹۱ به راه افتادند. به سرعت از تنگه روزاریو عبور کردند و به سمت شمال به تنگه جورجیا رفتند و به نقطه رابرتز رسیدند که فکر می‌کردند یک جزیره است و نام آن را ایسلا د زپدا گذاشتند. در ادامه به سمت شمال، پوینت گری و پوینت اتکینسون را دیدند، سپس در فاصله کوتاهی به ورودی بورارد در نزدیکی ونکوور کنونی، بریتیش کلمبیا رفتند.
سانتا ساتورنینا از شمال تا جزیره تگزادا، جزیره هورنبی و جزیره دنمن ادامه داد. آنها همچنین بندرگاه نانایمو را پیدا کردند و آن را بوکاس د وینسویسن نامیدند. با کشتی در امتداد جزیره گالیانو و جزیره والدس، گذرگاه پورلیه را نشانه‌گذاری کردند و نام کنونی آن را (انگلسایزد) به آن دادند.
در طول اکتشاف تنگه جورجیا، خدمه سانتا سانتورنینا، مقادیر زیادی آب شیرین را مشاهده کردند و به درستی دریافتند که دهانه یک رودخانه بزرگ در نزدیکی آن قرار دارد. رودخانه فریزر بود، اما گروه نتوانست مکان آن را معین کند. تعداد زیادی نهنگ در تنگه مشاهده شد که باعث شد الیزا بعداً به درستی پیوند دوم با اقیانوس را تشخیص دهد. علاوه بر این، الیزا دوباره به درستی مشکوک شد که نوتکا ساوند در سرزمین اصلی نیست، بلکه در یک جزیره است.
سانتا ساترنینا در اواخر ژوئیه به بندر دیسکاوری بازگشت. مسیر دقیق طی شده نامشخص است. در آن زمان، بسیاری از ملوانان الیزا و همچنین خود الیزا، بیمار بودند. کشف‌های بیشتر متوقف شد و کشتی‌ها به زودی به سمت نوتکا حرکت کردند. الیزا نارواز را به سن کارلوس منتقل کرد و به خوان کاراسکو فرماندهی سانتا ساتورنینا را سپرد.
دو کشتی اعزامی الساندرو مالاسپینا در آن زمان در مونتری بودند که پنج روز زودتر به آنجا رسیده بودند؛ بنابراین مالاسپینا، شخصیت قدرت‌مند نیروی دریایی اسپانیا در آن زمان، اولین کسی بود که از کشف تنگه جورجیا، غیر از ملوانان الیزا در نوتکا ساوند، مطلع شد. مالاسپینا بلافاصله به اهمیت استراتژیک اکتشافات بیشتر پی‌برد. امیدهای اروپایی‌ها برای کشف یک گذرگاه شمال غربی در آن زمان هنوز از نظر سیاسی مهم بود و تنگه جورجیا بسیاری از مسیرهای امیدوارکننده که به شرق و شمال منتهی می‌شد، یکی از آخرین احتمالات واقع بینانه را نشان می‌داد. مالاسپینا به تازگی جستجوی بی‌ثمری را برای گذرگاه شمال غربی در آلاسکا به پایان رسانده بود. اندکی پس از رویارویی با کاراسکو، مالاسپینا به سان بلاس و آکاپولکو رفت و در آنجا ترتیبی داد که دو تن از افسرانش، دیونیسیو آلکالا گالیانو و کایتانو والدس، فرماندهی دو کشتی را به منظور کاوش کامل در تنگه جورجیا به عهده بگیرند.
پس از برخورد با مالاسپینا در مونتری، کاراسکو با کشتی سانتا ساتورنینا به سن بلاس رفت. او حداقل تا سال ۱۸۰۳ به عنوان یکی از کشتیرانان اداره نیروی دریایی سن بلاس به خدمت در نیروی دریایی اسپانیا، ادامه داد.

## میراث
جزیره محافظت شده در تنگه خوان دی فوکا در سال ۱۷۹۰ به نام اسلا د کاراسکو داده شد. نام کنونی آن توسط جورج ونکوور در سال ۱۷۹۲ داده شد. بارکلی ساوند، در ساحل غربی جزیره ونکوور، توسط اسپانیایی‌ها بوکا د کاراسکو نامیده شد.